# Levitate
"Levitate" é uma canção escrita e gravada pela dupla musical norte-americana Twenty One Pilots. A faixa foi lançada como o terceiro single de seu quinto álbum de estúdio, Trench (2018), em 8 de agosto de 2018.

## Composição
"Levitate" é uma canção de rap rock que também contém elementos do hip hop e trap com sintetizadores psicodélicos, batidas eletrônicas e letras em ritmo acelerado. Ela abre em sintonia com o final da faixa anterior do álbum, "Jumpsuit". A canção contém uma referência à letra de sua canção "Car Radio", onde Tyler Joseph canta "Eu recebi de volta o que comprei, de volta naquele slot, não vou precisar substituir" em resposta ao refrão da letra da música de 2013, "Devo substituir aquele slot pelo que comprei, porque alguém roubou o rádio do meu carro e agora fico sentado em silêncio." A canção foi descrita pela Rolling Stone como uma faixa "minimalista", onde "Joseph faz rap sobre sintetizadores warbled e o golpe primário de [Josh] Dun". Ela oferece uma sequência complexa de esquemas de rimas em cascata em rápida sucessão medida para a cadência up-tempo da batida da faixa de uma maneira insistente, mas sem esforço, que corresponde à propulsão do ritmo de soco. Tem um andamento de 93 batidas por minuto e uma duração de dois minutos e vinte e cinco segundos.

## Videoclipe
O videoclipe da canção foi lançado em 8 de agosto. O clipe conclui o enredo dos dois singles anteriores e foi dirigido por Andrew Donoho, que dirigiu os vídeos dos singles anteriores de Trench. O vídeo mostra Tyler Joseph tendo a cabeça raspada e fazendo um rap da canção em um retiro numa montanha iluminada por tochas repleto de rebeldes "Banditos" antes de ser agarrado por um dos bispos, os líderes de Dema.

## Desempenho nas tabelas musicais
| Tabela musical (2018)                                   | Melhor posição |
| ------------------------------------------------------- | -------------- |
| República Checa (Singles Digitál Top 100)               | 90             |
| Estados Unidos (Billboard Hot Rock & Alternative Songs) | 11             |
| Nova Zelândia Hot Singles (RMNZ)                        | 15             |

| Tabela musical (2018)                     | Posição |
| ----------------------------------------- | ------- |
| Estados Unidos (Billboard Hot Rock Songs) | 67      |